# Sternstrom

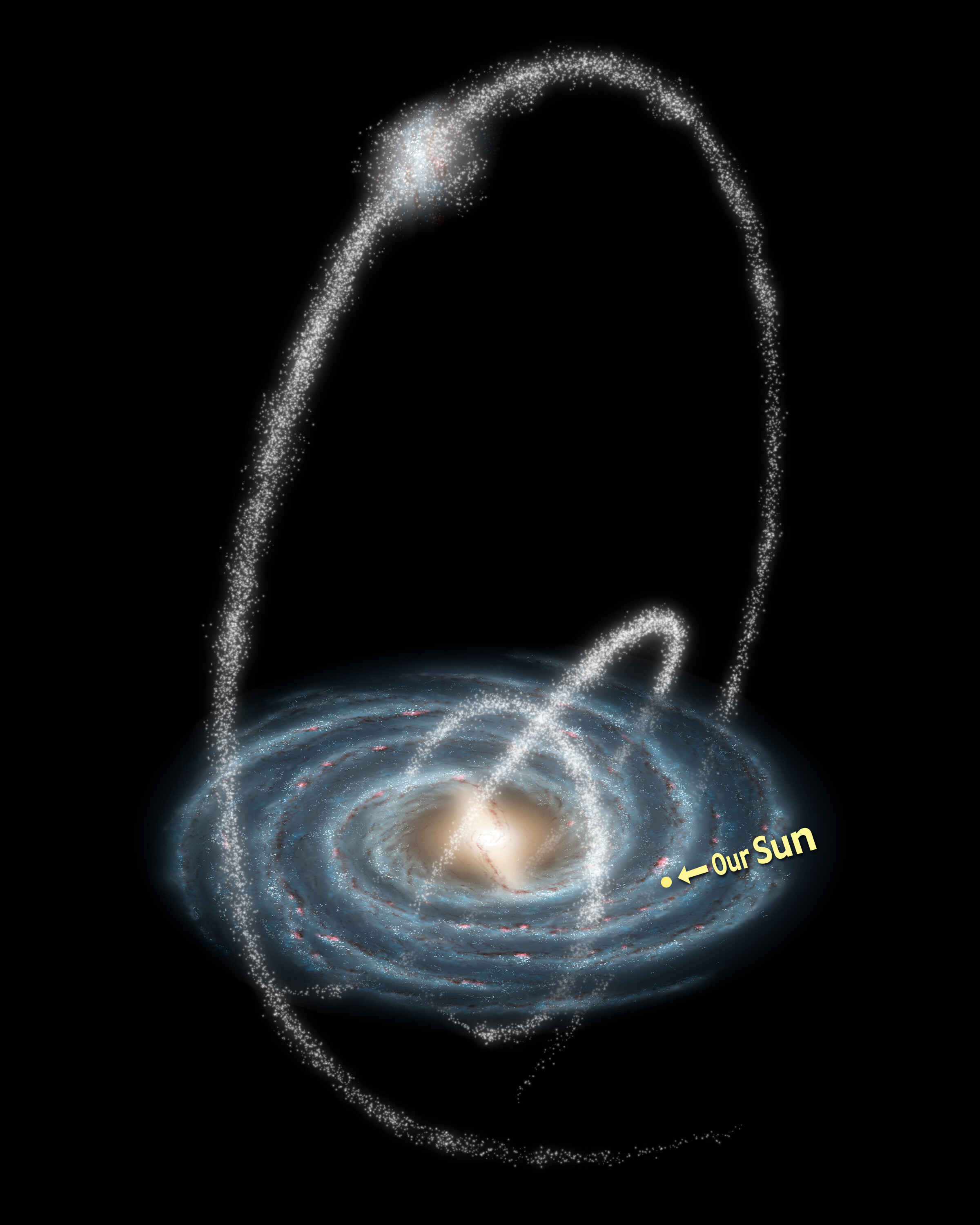
Sternströme im Milchstraßensystem, entdeckt im Jahr 2007

Als Sternstrom werden Sternassoziationen (also lose Gruppierungen von Sternen mit physikalisch ähnlichen Eigenschaften) oder Bewegungshaufen bezeichnet, die in einer sehr ähnlichen Bewegungsrichtung und Geschwindigkeit eine Galaxie umkreisen. Auch langgestreckte Wasserstoffwolken sind möglich. Sternströme entstehen aus Zwerggalaxien oder Kugelsternhaufen, die durch Gezeitenkräfte auseinandergerissen und entlang ihrer Bahn verteilt worden sind.
Die nahe der Milchstraße kreisenden Mitglieder sind oft nur mit Hilfe der Stellarstatistik zu entdecken, vor allem anhand ihrer Eigenbewegung und von Alter bzw. Sternpopulation.
2023 wurde ein – mit rund 1,7 Millionen Lichtjahren – ungewöhnlich langer Sternenstrom im Sternbild Haar der Berenike entdeckt, der sich in etwa 300 Millionen Lichtjahren Entfernung zwischen den Mitgliedern des Coma-Galaxienhaufens erstreckt und als Riesiger Coma-Strom benannt wurde.

## Liste der Sternströme im Milchstraßensystem
| Name                  | Ursprung                                                                         | Masse (Sonnenmassen) | Länge (Lichtjahre)                           | Zusammensetzung                                                 | Entdeckungsjahr |
| --------------------- | -------------------------------------------------------------------------------- | -------------------- | -------------------------------------------- | --------------------------------------------------------------- | --------------- |
| Arkturus-Strom        | Ehemalige Zwerggalaxie                                                           | Unbekannt            | Unbekannt                                    | Alte metallarme Sterne                                          | 1971            |
| Magellan-Strom        | Große und Kleine Magellansche Wolke                                              | 124 Millionen        | 1 Million                                    | Wasserstoffgas                                                  | 1972            |
| Sagittarius-Strom     | Elliptische Sagittarius-Zwerggalaxie                                             | 100 Millionen        | 1 Million                                    | Vielfältige Sterntypen                                          | 1994            |
| Helmi-Strom           | Ehemalige Zwerggalaxie                                                           | 10 bis 100 Millionen | Mehrfach um das Milchstraßensystem gewickelt | Alte Sterne                                                     | 1999            |
| Palomar-5-Strom       | Kugelsternhaufen Palomar 5                                                       | 5000                 | 30.000                                       | Alte Sterne                                                     | 2001            |
| Virgo-Strom           | Ehemalige Zwerggalaxie                                                           |                      | 30.000                                       |                                                                 | 2001            |
| Monoceros-Ring        | Canis-Major-Zwerggalaxie                                                         | 100 Millionen        | 200.000                                      | Sterne mittleren Alters                                         | 2002            |
| Anticenter-Strom      | Ehemalige Zwerggalaxie                                                           | Unbekannt            | 30.000                                       | Alte Sterne                                                     | 2006            |
| NGC-5466-Strom        | Kugelsternhaufen NGC 5466                                                        | 10.000               | 60.000                                       | Sehr alte Sterne                                                | 2006            |
| Waisenstrom           | Zwerggalaxie Ursa Major II                                                       | 100.000              | 20.000                                       | Alte Sterne                                                     | 2006            |
| Acheron-Strom         | Kugelsternhaufen                                                                 |                      |                                              |                                                                 | 2007            |
| Cocytus-Strom         | Kugelsternhaufen                                                                 |                      |                                              |                                                                 | 2007            |
| Lethe-Strom           | Kugelsternhaufen                                                                 |                      |                                              |                                                                 | 2007            |
| Styx-Strom            | Ehemalige Zwerggalaxie                                                           |                      |                                              |                                                                 | 2007            |
| Cetus-Polarstrom      | Ehemalige Zwerggalaxie                                                           |                      |                                              | Alte Sterne                                                     | 2009            |
| Aquarius-Strom        | Ehemalige Zwerggalaxie                                                           |                      | 30,000                                       | Alte Sterne                                                     | 2010            |
| Lamost 1              | Auseinandergerissener Kugelsternhaufen                                           | 21.000               |                                              | Mittelalte Sterne                                               | 2015            |
| Phoenix-Strom         |                                                                                  |                      | 8000                                         | Alte Sterne                                                     | 2016            |
| Fimbulthul-Stream     | Kugelsternhaufen Omega Centauri                                                  | 318                  |                                              |                                                                 | 2019            |
| Pisces-Eridanus-Strom | Auseinandergerissener Sternhaufen oder -assoziation                              | 2000                 | 1300                                         | Sehr junger (~120 Mio. J.) und naher (260–870 Lichtjahre) Strom | 2019            |
| Nyx stream            | Überbleibsel einer zerrissenen Zwerggalaxie – einer frühen Galaxienverschmelzung |                      |                                              | ca. 200 Sterne                                                  | 2020            |